# Еміль Бенвеніст
Емі́ль Бенвені́ст (фр. Émile Benveniste) (27 травня 1902, Алеппо — 3 березня 1976, Париж) — французький мовознавець, один з видатних лінгвістів XX століття. Праці з індоєвропеїстики, загальної теорії мови, типології, лексичної та граматичної семантики.

## Біографія
Народився в місті Алеппо (у той час на території Османської імперії) в єврейській родині сефардського походження.
Батько готував для Еміля кар'єру рабина, та з метою отримання якіснішої релігійної освіти відправив сина до французького міста Марсель. Там юнак познайомився з видатним лінгвістом-індологом Сильваном Леві та за його рекомендацією вирушив на навчання до Парижа.
У Парижі навчався в Сорбонні та у Вищій практичній школі, один з найзнаменитіших учнів Антуана Мейє, якого в 1937 р. Бенвеніст замінив на посаді професора Колеж де Франс. Секретар Паризького лінгвістичного товариства (з 1959 року).

## Внесок у науку
Бенвеніст на входив до жодної з великих лінгвістичних шкіл свого часу. Проте, розвиваючи концепцію Мейє, він синтезував ідеї структуралізму з порівняльно-історичними дослідженнями — але, на відміну від класичних компаративістів чи класичних структуралістів, він вважав, що дослідження структури й еволюції мови слід розглядати в ширшому контексті досліджень духовної культури та «культурних концептів». Тож роботи Бенвениста можуть розглядатися як прямі попередники етнолінгвістичного та когнітивного напрямів в сучасній лінгвістиці, а також сучасної граматичної типології.
Зробив фундаментальний внесок у індоєвропеїстику, узагальнивши закономірності структури індоєвропейського кореня і описавши правила індоєвропейського іменного словотвору. Особливо багато займався іранськими, індоарійських та анатолийскими мовами. Склав новаторський «Словник індоєвропейських соціальних термінів» (1970, рос. Переклад 1995), в якому зробив спробу реконструкції соціальної системи індоєвропейців за даними мови.
У невеликих за обсягом роботах різних років (вони були зібрані в два томи нарисів «Проблеми загальної лінгвістики», 1966 та 1974) розглядав широкий спектр питань теорії мови, запропонувавши оригінальну і новаторську трактування багатьох проблем — зокрема, рівневої моделі мови, суб'єктивності в мові, семантики особових займенників та дієслівних часів, типології відносного речення та інших. У цих працях закладені основи теорії дейксиса, комунікативної граматики мови, теорії дискурсу та багатьох інших підходів. Праці Бенвеніста були відходом від структуралістських моделей мови на користь «антропоцентричної» лінгвістики; деякі з цих ідей Бенвениста були співзвучні пізнім роботам Р. Якобсона.

## Вплив
За А. С. Грегемом (A. C. Graham), Бенвеніст був першим мовознавцем, який звернув увагу на те, що філософські категорії Аристотеля пов'язані зі структурою грецької мови. На думку Бенвеніста, таких категорій в реальності не існує, вони є лише проєкціями лінгвістичних типологій грецької мови на реальність. Бенвеніст також підкреслював особливо велике значення в індоєвропейських мовах концепції буття вираженого дієсловом «бути»: лише в цих мовах дієслово-зв'язка «бути» означає водноча екзистенцію (існування) та ідентичність. Ця ідея Бенвеніста мала велике значення для подальшого розвитку філософії мови.
Теорія дискурсу Бенвеніста була розвинута в теорії мовного акту та наративній теорії. Особливо плідною ця ідея виявилася в літературознавстві, де її розвинули такі науковці, як Ролан Барт, Юлія Кристева, Цветан Тодоров, Гаральд Вайнріх. Англійський літературознавець Террі Іґлтон використав дихотомію історія/дискурс для своєї теорії політичних субтекстів: з політичних мотивів повідомлення і те, що повідомлюється, намагаються відійти на другий план. Особливо детально дискурсивну модель Бенвеніста розвинув літературознавець Жерар Женетт.

## Основні праці
- Essai de grammaire sogdienne (Paris 1929)
- Origines de la formation des noms en indo-européen (Paris 1935)
- Noms d'agent et noms d'action en indo-européen (Paris 1948)
- Problémes de linguistique générale I (Paris 1966)
- Le vocabulaire des institutions indo-européennes (2 томи, Paris 1969)
- Problèmes du langage (Paris 1970)
- Problèmes de linguistique générale II (Paris 1974)